# Бог правду видит, да не скоро скажет
«Бог пра́вду ви́дит, да не ско́ро ска́жет» — рассказ Льва Толстого о прощении. Написан для «Азбуки», впервые опубликован в 1872 году в журнале «Беседа». Одно из произведений писателя, которые сам он считал лучшими в своём творчестве.
Название рассказа представляет собой русскую пословицу.

## История
Сюжет о человеке, несправедливо обвинённом в убийстве, отбывшем многие годы на каторге, но впоследствии простившем реального убийцу, встречается в 4 томе романа «Война и мир». Пьер Безухов слышит, как Платон Каратаев рассказывает свою любимую историю «о старом купце, благообразно и богобоязненно жившем с семьей и поехавшем однажды с товарищем, богатым купцом, к Макарью». Рассказ производит впечатление на Пьера:
Не самый рассказ этот, но таинственный смысл его, та восторженная радость, которая сияла в лице Каратаева при этом рассказе, таинственное значение этой радости, это-то смутно и радостно наполняло теперь душу Пьера.
Сюжет рассказа является также иллюстрацией к изречению Платона Каратаева «Где суд, там и неправда».
Впоследствии Толстой обработал данный сюжет, написав в апреле 1872 года рассказ «Бог правду видит, да не скоро скажет». Взяв в качестве названия пословицу, Толстой реализовал свою давнюю мечту, о которой писал ещё в 1862 году:
Давно уже чтение сборника пословиц Снегирёва составляет для меня одно из любимых — не занятий, но наслаждений. На каждую пословицу мне представляются лица из народа и их столкновения в смысле пословицы. В числе неосуществимых мечтаний мне всегда представлялся ряд не то повестей, не то картин, написанных на пословицы.
Впервые рассказ был опубликован в 1872 году в №3 журнала С. А. Юрьева «Беседа», затем включён в «Третью русскую книгу для чтения».

## Сюжет
Молодой купец Иван Дмитриевич Аксёнов из Владимира едет на ярмарку в Нижний Новгород. По дороге он ночует с другим купцом, которого ночью убивают. Поскольку в доме не было других людей, в убийстве обвиняют Аксёнова. Его наказывают кнутом и ссылают на каторгу в Сибирь. Аксёнов невиновен, однако понимает, что никому не может это доказать: «Видно, кроме Бога, никто не может знать правды, и только Его надо просить и от Него только ждать милости». Он проводит на каторге 26 лет, его знают как смиренного и набожного человека.
На каторгу прибывает новый заключённый, Макар Семёнович, ему около 60 лет. Он оказывается из Владимира и при знакомстве оговаривается, что уже встречал Аксёнова. Иван Дмитриевич начинает подозревать, что в убийстве виноват Макар Семёнович. Однажды он видит, что Макар Семёнович тайно роет под нарами подкоп, а землю днём выносит на улицу. Когда тюремщики обнаруживают подкоп, Аксёнов сначала хочет отомстить Макару Семёновичу, однако затем при допросе не выдаёт его.
Ночью Макар Семёнович признаётся Аксёнову, что это он убил тогда купца и подбросил Аксёнову окровавленный нож. Аксёнов прощает убийцу, говоря: «Бог простит тебя; может быть, я во сто раз хуже тебя!» — и обретает мир в душе. Макар Семёнович сознаётся начальству в убийстве, однако к моменту оправдания Аксёнов уже умирает.

## Варианты текста
Издатель Толстого В. Г. Чертков в письме Толстому от 31 января 1885 года отметил неудачное, по его мнению, место в рассказе: на вопрос начальника, кто из арестантов устраивал подкоп, Аксёнов, несмотря на репутацию правдивого человека, отвечает: «Я не видал и не знаю». Тем самым, по мнению Черткова, «Аксёнов... прибегает к сознательной лжи ради спасения своего товарища, между тем самый этот его поступок производит впечатление высшего подвига его жизни. И таким этот поступок мог бы остаться и при освобождении его от обмана... Если вы не находите, что ошибаюсь, то, Лев Николаевич, вы доставили бы мне настоящее счастье, если б немножко изменили это место сами для лубочного издания».
Толстой согласился на то, чтобы Чертков переделал данное место, и в издании издательства «Посредник» 1885 года, наряду с несколькими другими мелкими исправлениями, ответ Аксёнова звучал так:
Не могу сказать, ваше благородие. Мне Бог не велит сказать. И не скажу. Что хотите со мной делайте — власть ваша.
Один из рецензентов издания в петербургской газете «Новости» отметил сомнительность данной переделки: «В этом, несомненно, проглядывает заботливое охранение народной нравственности. На наш взгляд заботливость излишняя. Народ — не ребенок, он достаточно опытен в жизни, прекрасно сумеет отличить ложь безнравственную от лжи, служащей во спасение ближнему».
Вопрос о том, насколько закономерна была правка Черткова и соответствует ли она логике сюжета рассказа, рассматривается современными толстоведами Хью Маклейном и Гэри Джаном.
В СССР текст рассказа публиковался преимущественно в первой версии, в т.ч. в Юбилейном собрании сочинений Толстого.

## Оценка Толстого
Толстой высоко оценивал свой рассказ и считал его одним из лучших в своём творчестве. В записях литературоведа и театроведа С. Н. Дурылина, встречавшегося с Толстым, в ответ на вопрос, «какое из своих произведений Лев Николаевич считает лучшим с чисто художественной точки зрения?» писатель отвечает: «Бог правду видит, да не скоро скажет».
В трактате «Что такое искусство?» рассказ упоминается в следующем контексте:
…свои художественные произведения я причисляю к области дурного искусства, за исключением рассказа «Бог правду видит», желающего принадлежать к первому роду, и «Кавказского пленника», принадлежащего ко второму.
При этом «первый род» хорошего искусства определяется им там же как «искусство, передающее чувства, вытекающие из религиозного сознания положения человека в мире, по отношению к богу и ближнему,— искусство религиозное».
Комментируя данный трактат, философ Лев Шестов замечает, что «…он на самом деле превосходно понимает, что никогда его "Кавказский пленник" или "Бог правду знает, да не скоро скажет" (только эти два рассказа из всего, что им написано, относит он к хорошему искусству) — не будут иметь для читателей того значения, которое имеют не только его большие романы — но даже "Смерть Ивана Ильича"».

## Критика
Хью Маклейн, исследователь творчества Толстого, отмечает, что в рассказе есть по меньшей мере две ошибки, возможно, возникшие по недосмотру автора:
- Жена Аксёнова, несмотря на то, что он признался ей в своей невиновности, после его осуждения ни разу не делает попытки связаться с ним за все 26 лет, проведённые им на каторге.
- Фраза «На другой день, когда вывели колодников на работу, солдаты приметили, что Макар Семенов высыпал землю, стали искать в остроге и нашли дыру» подразумевает, что солдаты знали, кто именно вырыл подкоп, — однако непонятно тогда, почему начальник затем допрашивает арестантов и Аксёнова, пытаясь это выяснить.

Структурный анализ сюжетной линии рассказа дан в работе Гэри Джана.

## Переводы
Рассказ Толстого переведён на множество языков мира.
- Махатма Ганди, считавший себя учеником Толстого, перевёл несколько его народных рассказов на гуджарати и опубликовал их в 1905 году в «Индиан опинион». Это были рассказы «Бог правду видит, да не скоро скажет» (под названием «Бог любит правду»), «Сказка об Иване-дураке и его двух братьях», «Чем люди живы» (индийское название «Нить жизни») и «Много ли человеку земли нужно?» (индийское название «Алчность»).[13][14][15]

## Иллюстрации
- Русский художник В. И. Суриков, высоко ценивший творчество Толстого, в 1882 году создал две иллюстрации (сепия) к его рассказу: одна изображает арест купца Аксёнова[16], другая показывает острог и раскаяние Макара Семёновича.

## Экранизации
- В 1916 году был снят одноимённый фильм по рассказу. Режиссёр Николай Ларин, оператор Александр Левицкий, в ролях Николай Салтыков, Владимир Карин-Якубовский, Мария Кемпер. В фильме четыре части: «Кровь», «На ложном пути», «Чужая ноша», «Правда, как солнце»[17].
- В 1953 году в телесериале «Твоя любимая история» американским режиссёром Льюисом Алленом был снят фильм «Бог правду видит» / God Sees the Truth
- Вышедший в 2016 году фильм «Женщина, которая ушла» филиппинского режиссёра Лав Диаса вдохновлён, по его словам, рассказом Толстого[18].